# Бартлетт, Адам
Адам Бартлетт (англ. Adam Bartlett; родился 27 февраля 1986, Ньюкасл-апон-Тайн, Англия) — английский футболист и тренер, вратарь.

## Карьера
Родившись в Ньюкасл-апон-Тайне, Адам в 9 лет поступил в академию «Ньюкасл Юнайтед», где он довольно успешно играл за резервный состав, но так и не сыграл ни одного матча за первую команду Ньюкасла. Однажды Бартлетт поехал с основным составом на матч Лиги чемпионов УЕФА против «Интернационале» в качестве резервного вратаря, но так и не вышел на поле.
Не сумев проявить впечатление на боссов «Ньюкасла», Адам подписал контракт с клубом Северной Премьер-лиги «Блайт Спартанс». Первый шанс Бартлетт получил после травмы основного вратаря Крейга Тёрнса, а потом сумел закрепиться в качестве вратаря № 1 в клубе.
После ухода из клуба был внесен в «Зал славы Блайт Спартанс».
В июле 2008 года контракт Бартлетта с «Блайт Спартанс» истек, и вратарь перешёл в «Киддерминстер Харриерс» на правах свободного агента. Был признан лучшим вратарем Национальной Конференции в сезоне 2008/09.
22 июня 2009 года Адам Бартлетт перешёл в «Херефорд Юнайтед». В одном из первых матчей помог Херефорду пройти «Чарльтон Атлетик» в Кубке английской лиги, отразив пенальти Энди Грея.
8 июня 2012 года Бартлетт подписал контракт с «Гейтсхедом». Дебютировал за «хид» англичанин в матче против «Лутон Таун» 11 августа 2012 года. Адам сделал весомый вклад в успехи команды в сезоне 2013/14 — «хид» были в шаге от попадания во Вторую Футбольную лигу Англии, но проиграли в финале плей-офф «Кембридж Юнайтед», а сам Бартлетт тогда был номинирован на звание лучшего вратаря сезона.